# Protexarnis opisoleuca
Protexarnis opisoleuca är en fjärilsart som beskrevs av Otto Staudinger 1881. Protexarnis opisoleuca ingår i släktet Protexarnis och familjen nattflyn. Inga underarter finns listade i Catalogue of Life.

## Bildgalleri

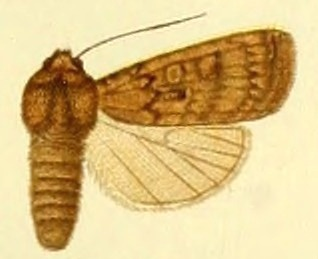